# Dumbrăvița (Timiș)

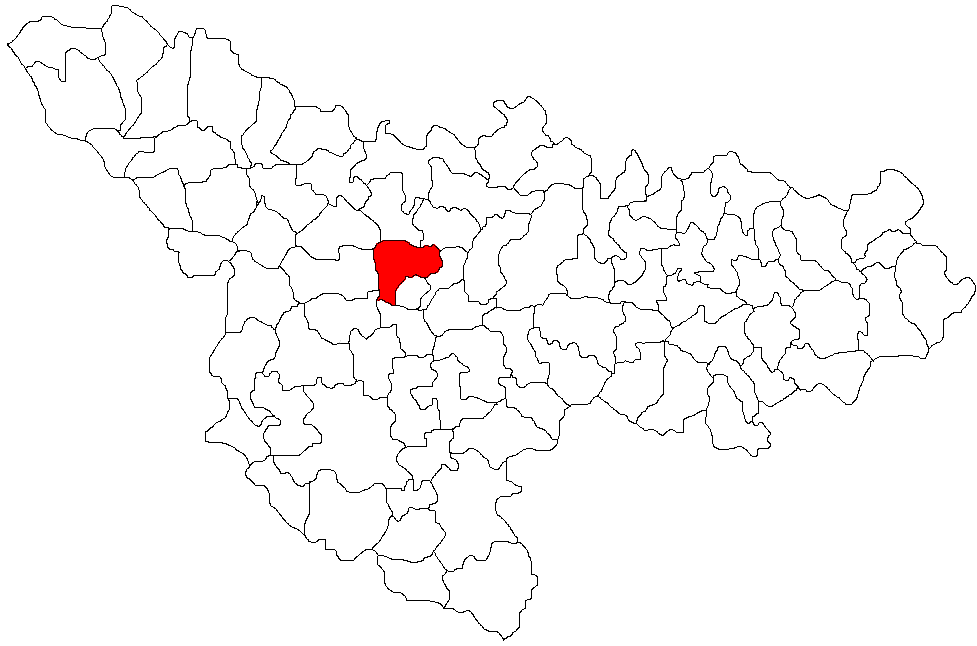
Lage von Dumbrăvița im Kreis Timiș

Dumbrăvița (auch Szentesul Nou, deutsch Neusentesch oder Neu-Sentesch, ungarisch Újszentes oder Vadászerdőközség) ist eine Gemeinde im Kreis Timiș, in der Region Banat, im Südwesten Rumäniens.

## Nachbarorte
| Sânandrei | Covaci                                      | Giarmata     |
| Timișoara | Kompassrose, die auf Nachbargemeinden zeigt | Giarmata-Vii |
| Timișoara | Timișoara                                   | Ghiroda      |

## Geschichte
Nach dem österreichisch-ungarischen Ausgleich von 1867, als das Banat an das Königreich Ungarn angeschlossen wurde, gründete die ungarische Regierung mehrere Dörfer im nahen Umkreis von Temeswar und besiedelte diese mit Ungarn aus der Szegeder Gegend.
1889 kauften 127 Personen aus Szentes sechs Kilometer nördlich von Temeswar Land, das sie laut Vertrag innerhalb von 20 Jahren abzahlen mussten. Das Land befand sich auf einem abgeholzten Gelände des Jagdwalds (rumänisch: Pădurea Verde, ungarisch Vadászerdő). So erhielt die Ortschaft den Namen Vadászerdőközség (deutsch: Dorf im Jagdwald, rumänisch: Comuna din Pădurea Verde).
Im Herbst des Jahres 1891 bauten 133 Familien, insgesamt 768 Personen aus Szentes, hier Häuser. 1892 erhielt das Dorf auf Wunsch der Einwohner den Namen Újszentes (deutsch: Neuszentes, rumänisch: Szentesul nou). Die Mehrheit der Einwohner waren reformierten Glaubens; 1901 wurde die reformierte Kirche geweiht.
Der Vertrag von Trianon am 4. Juni 1920 hatte die Dreiteilung des Banats zur Folge, wodurch Dumbrăvița an das Königreich Rumänien fiel. Nach 1920 ließen sich mehrere Familien aus dem serbischen Banat, aus Groß-Torak und Klein-Torak nieder, aber auch rumänische und ungarische Familien aus anderen Landesteilen. 1950 wurde der Ortsname in Dumbrăvița geändert.
Seit 2015 ist Dumbrăvița durch die Linie M14 der Societatea de Transport Public Timișoara an das Timișoaraer Trolleybusnetz angebunden.

## Bevölkerungsentwicklung
| 1900 | 1151   | 46     | 1042 | 58  | 5                 |
| 1930 | 1490   | 381    | 995  | 109 | 5                 |
| 1977 | 2978   | 1157   | 1687 | 100 | 34                |
| 2002 | 2693   | 1576   | 1054 | 32  | 1                 |
| 2011 | 7522   | 5722   | 1057 | 87  | 656 (59 Serben)   |
| 2021 | 20.014 | 14.016 | 912  | 129 | 4957 (155 Serben) |